# Idaea imami
Idaea imami är en fjärilsart som beskrevs av Edward P. Wiltshire 1966. Idaea imami ingår i släktet Idaea och familjen mätare. Inga underarter finns listade i Catalogue of Life.